# Veľký Grob
Veľký Grob (in ungherese Magyargurab, in tedesco Deutsch-Grub) è un comune della Slovacchia facente parte del distretto di Galanta, nella regione di Trnava.